# Zaolszynie (województwo lubelskie)
Zaolszynie – wieś w Polsce położona w województwie lubelskim, w powiecie łukowskim, w gminie Trzebieszów.
| SIMC    | Nazwa      | Rodzaj    |
| ------- | ---------- | --------- |
| 0693322 | Pod Strugą | część wsi |
| 0693339 | Sokół      | część wsi |
| 0693345 | Zakieszcze | część wsi |
| 0693351 | Zaolszynie | kolonia   |

W latach 1975–1998 miejscowość administracyjnie należała do województwa siedleckiego.
Wieś stanowi sołectwo w gminie Trzebieszów. Według Narodowego Spisu Powszechnego z roku 2011 wieś liczyła 232 mieszkańców.
Wierni Kościoła rzymskokatolickiego należą do parafii Najświętszej Maryi Panny Królowej Polski w Zembrach.